# 小川祐忠
小川祐忠（1549年—1601年），是日本戰國時代武將。通稱左平次、孫一郎。初為六角氏家臣，後來輾轉成為淺井氏及織田信長家臣。
天正元年（1573年），跟隨進攻槇島。天正7年（1579年），安土城築城時，與堀田左内、青山助一共同擔任瓦奉行。
本能寺之變後，曾支持明智光秀，後來山崎之戰光秀戰敗，與其他近江眾共同向羽柴秀吉投降。清洲會議時，北近江成為柴田勝家的領土，改仕於勝家，並成為勝家養子柴田勝豐的家老。但天正11年（1583年）賤岳之戰前，原將長濱城包圍的勝豐，在大谷吉繼的調略下寢返，成為羽柴方，不久勝豐病死，祐忠成為秀吉的直臣，與柴田勢作戰。天正12年（1584年）小牧長久手之戰時，率兵250參陣，成為羽柴秀次中軍的一隊。
天正18年（1590年）因小田原征伐軍功敘任從五位下土佐守。
文祿元年（1592年）文祿之役時，為留守番眾之一，於肥前名護屋城滯留，隔年（1593年）渡海前往朝鮮，5月與伊達政宗共同救援淺野長政立下軍功。之後回國後擔任伏見城普請。當時石高為1萬2000石。
文祿4年（1595年）秀吉將他分封伊予國7萬石，居城是國分城。
1600年參與關原之戰原為西軍，不過他成為德川軍的內應之一。當小早川秀秋叛變不久，轉向攻擊大谷吉繼的部隊，家臣小川甚助的郎黨樫井正信（太兵衛）討取平塚為廣。戰後也參加佐和山城攻略戰，但因沒有事先內通，戰功不被承認，因此領土全數被沒收，其後曾被山內一豐招攬，不過拒絕了登用。小川在1601年於近江國高島郡病逝。